# DefensAnimal.org
DefensAnimal.org es una ONG internacional que reclama la abolición de toda actividad y actitud especista, la consideración de los Derechos Animales y la educación e información en torno al veganismo.

## Historia
DefensAnimal.org fue fundada en Valencia el 2004, aunque actualmente tiene delegaciones en otras ciudades de España y en la capital de Colombia, Bogotá.
Su labor se ha centrado siempre en un activismo educacional, encontrándose entre sus actividades más habituales los actos y mesas informativas en la calle, las charlas, las conferencias, los programas de radio que emiten desde 2006, los espacios televisivos o la revista semestral que publican desde 2009.

## Filosofía de la ONG
DefensAnimal.org es una ONG abolicionista que rechaza cualquier tipo de reforma en la explotación ejercida sobre el resto de animales, abogando en todo momento por la consideración total de sus intereses y la abolición de cualquier forma de explotación.
Al mismo tiempo, consideran de vital importancia el rechazo al especismo o la discriminación especista y rechazan la práctica de campañas monotemáticas o aquellas que tengan en consideración solo a unos determinados animales no humanos.
En su trabajo predomina también la difusión del veganismo, defendiéndolo como la única consecuencia lógica al rechazo del especismo y la consideración de respeto hacia el resto de animales.